# Sjöormen-klass
Sjöormen-klass var en ubåtsklass bestående av fem ubåtar som tillhörde den svenska flottan. Fartygen byggdes 1967–1968, Sjöormen, Sjölejonet och Sjöhunden vid Kockums och Sjöhästen och Sjöbjörnen vid Karlskronavarvet. Båtarna såldes till Singapores flotta år 1997.

## Projekt A-11
Målsättningen för Sjöormen-klassen, projekt A-11, var mycket högt ställd, den konventionella batteridriften i undervattensläge skulle ersättas av luftoberoende maskineri och skrovformen skulle anpassas för maximala manöveregenskaper i undervattensläge. Man övervägde även möjligheten att beväpna båtarna med taktiska kärnvapen.
I Marinplan-60 och plan ÖB-62 beslutades att inga nya jagare skulle byggas, och flottan skulle bli en "lätt flotta" bestående av torpedbåtar och ubåtar. Med anledning av detta planerades hela tio ubåtar av A-11 klass. Tre olika typer av luftoberoende maskineri studerades: atomdrift (Projekt Neptun), kretsdiesel och bränsleceller. Både kretsdieseln och bränslecellerna utvecklades till fungerande prototyper, men på grund av tekniska svårigheter, tidsbrist och höga utvecklingskostnader byggdes A-11 till slut med konventionellt batteridrivet maskineri i undervattensläge och dieseldrift i övervattensläge. De höga utvecklingskostnaderna bidrog också till att antalet båtar reducerades till fem.

## Utformning

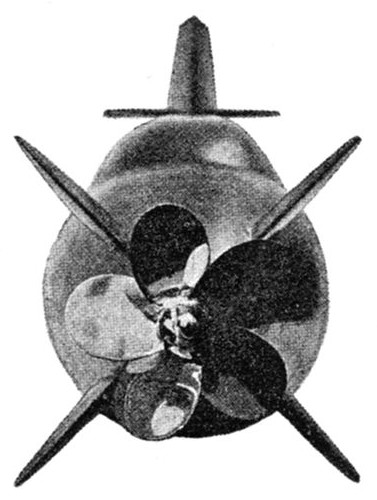
Sjöormen var första ubåt med Kryssroder.

Sjöormen-klassens utformning influerades av den tyska ubåten U 3503, av XXI klass, samt av den amerikanska försöksubåten USS Albacore. Den droppliknande skrovformen och kryssroderarrangemanget är två saker som gjorde Sjörmens manöveregenskaper vida överlägsna tidigare svenska ubåtars. Kryssrodret, vilket innebär att ubåten har fyra roder som sitter som ett ×, medförde att alla roder arbetade i alla dimensioner, vilket gav maximal rodereffekt. Genom ett utbyggt hydrauliksystem kunde flera funktioner numera automatiseras eller fjärrstyras, vilket minskade behovet av personal. Trots att Sjöormen-klassen är större än Draken II-klassen var besättningsstorleken 25 man, jämfört med Drakens 37 man. Tryckskrovet var uppdelat i två avdelningar med nya dimensioneringsprinciper och bäddar fick mycket bättre stöttålighet än tidigare ubåttyper. Detta var något som bevisades av det unika sprängtest som utfördes med en 100-kilos sjunkbomb som sprängdes på mycket kort avstånd. Den enda skada som uppstod under testet var att ett bildrör av glas spräcktes.

### Bestyckning
Sjöormen-klassen hade sex stycken torpedtuber, fyra för tunga torpeder med en diameter av 53 cm, och två tuber för lätta torpeder med 40 cm diameter. De små torpederna hade snarare en hejdande än sänkande verkan mot ytfartyg och avsågs därför att användas som självförsvar mot fregatter och korvetter. Från torpedtuber kunde även minor av modell F 43 skjutas ut. De var formade som torpeder men var dock bara hälften så långa vilket innebar att två minor kunde lagras i varje stuvningsplats för torpeder. Minorna sköts ut ur torpedtuben av en kolv. I och med att artilleripjäserna, som tidigare ubåtstyper haft på däck, ej längre användes på ubåtar behövdes något nytt vapen för självförsvar i ytläge. Valet föll på Granatgevär m/48 och Kulspruta 58.

## Modernisering
I början av 1980-talet genomfördes en omfattande modernisering, som bland annat innebar att så kallad snorkelautomatik infördes, samtidigt som effektuttaget och tillgängligheten förbättrades hos dieselmaskineriet. Vapentekniskt uppgraderades strids- och eldledningssystemet genom byte till det digitala SESUB och införande av den avancerade svenskbyggda torpeden typ 613.
1992-94 moderniserades två Sjöormen ubåtar Sjölejonet på Muskö och Sjöhunden i Malmö. Detta projekt benämndes Sor LTF. Tanken var att dessa två individer skulle leva vidare till 2020. Dieslar (Scania), omformare och eldledning (SESUB 900 BX) moderniserades. Samtliga Sjöormen ubåtar såldes i slutet av 1990-talet till Singapore.

## Försäljning

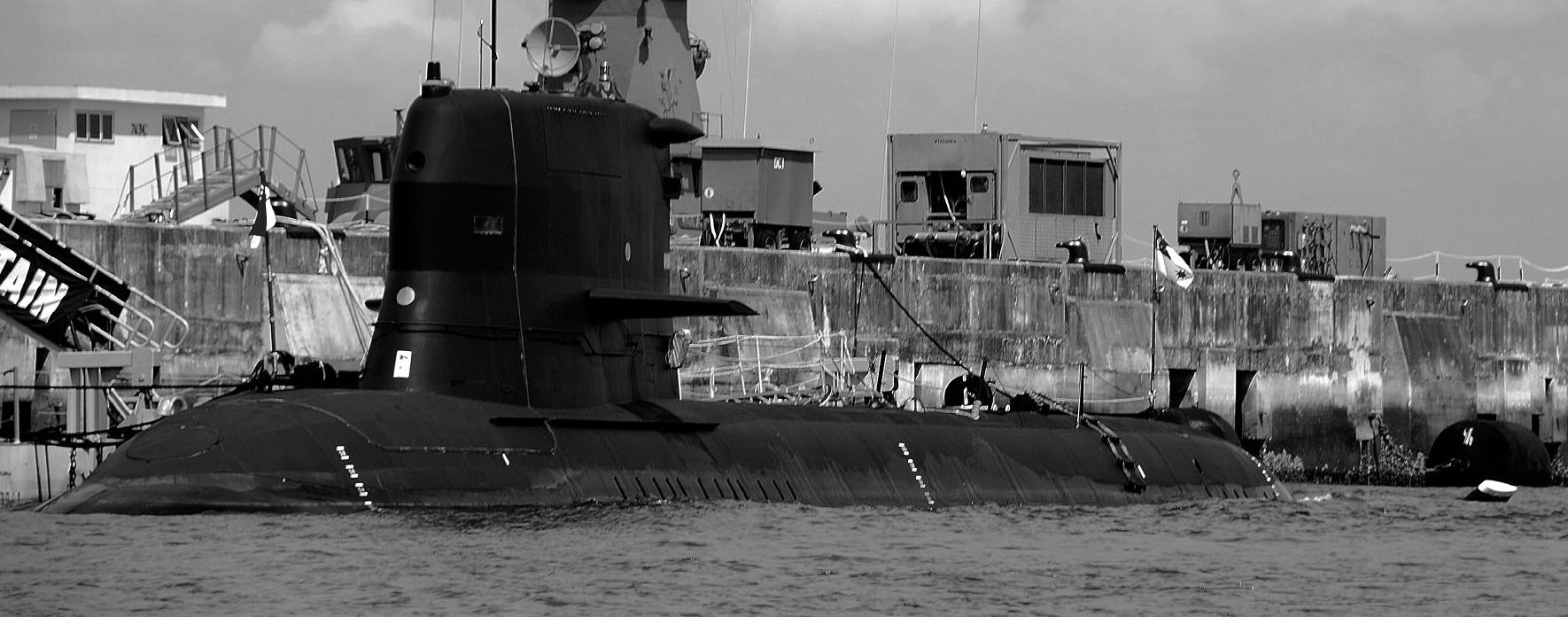
HMS Sjöhunden som RSS Chieftain i Singapore år 2007.

Genom riksdagens beslut att reducera det svenska ubåtsvapnet till fem enheter, såldes alla de fem ubåtarna i klassen till Singapores flotta år 1997. Ubåtarnas öde blev som tabellen nedan visar.
| Ubåt       | Öde                    |
| ---------- | ---------------------- |
| Sjöormen   | R.S.S Centurion        |
| Sjölejonet | R.S.S Conqueror        |
| Sjöhunden  | R.S.S Chieftain        |
| Sjöbjörnen | R.S.S Challenger       |
| Sjöhästen  | Såld som reservdelsbåt |